# Cissy Houston

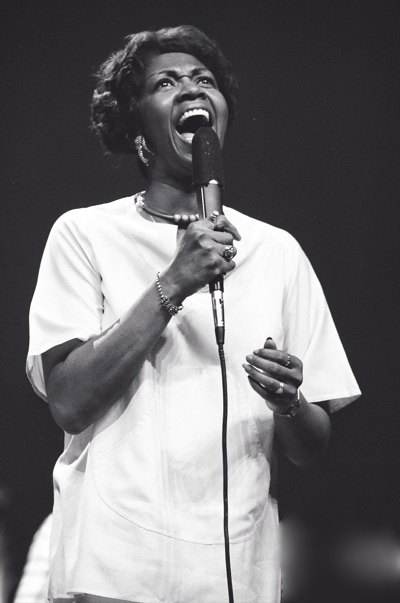
Cissy Houston, Eastman Theater, etwa 1975

Cissy Houston (* 30. September 1933 als Emily Drinkard in Newark, New Jersey; † 7. Oktober 2024 ebenda) war eine US-amerikanische Gospel- und Soul-Sängerin. Sie war die Mutter von Whitney Houston, die Großmutter von Bobbi Kristina Brown sowie die Tante von Dee Dee und Dionne Warwick.

## Karriere
Cissy Houston begann schon als junges Mädchen in der Kirche zu singen. Sie war in jungen Jahren außerdem Mitglied der Gospelgruppe The Drinkard Singers, die aus Mitgliedern ihrer Familie bestand. Zwischen 1967 und 1969 war sie Teil der Girl Group Sweet Inspirations, mit der sie Hits wie Let It Be Me, Why? (Am I Treated So Bad), Sweet Inspiration, To Love Somebody, Unchained Melody (1968) und Crying in the Rain (1969) hatte. Die Sweet Inspirations waren gefragte Backgroundsängerinnen für Elvis Presley, Aretha Franklin, Jimi Hendrix, George Benson und Dusty Springfield. Eine am 26. August 1969 aufgenommene Liveversion von Are You Lonesome Tonight? wurde später als „Lachversion“ bekannt – wobei Presley durch einen Vorfall im Publikum einen Lachanfall bekommen hatte und Houston ihren Part ungerührt weitersang.
Danach startete sie eine mäßig erfolgreiche Solokarriere, in der sie kleinere Hits wie Be My Baby (1971) hatte. Des Weiteren sang sie auf den Alben Burt Bacharach (1971) und Living Together (1973) von Burt Bacharach.
In den späten 1970er Jahren veröffentlichte sie einige Disco-Platten, die hauptsächlich von Michael Zager produziert wurden. Nach einigen ruhigeren Jahren nahm sie 1987 mit ihrer Tochter das Duett I Know Him So Well für deren Album Whitney auf. Die Ballade wurde als Single unter anderem in Deutschland und den Niederlanden veröffentlicht und platzierte sich dort auch in den Charts (Platz 46 bzw. 16).
1996 hatte Houston neben ihrer Tochter Whitney eine kleine Rolle in dem Kinofilm Rendezvous mit einem Engel. Ein Jahr später wurde sie außerdem mit einem Grammy für das Gospel-Album Face to Face ausgezeichnet, auch das Nachfolgewerk He Leadeth Me erhielt diese Auszeichnung. 1998 erschien ihre Autobiografie How Sweet the Sound: My Life with God and Gospel. Ihre Tochter hatte dazu das Vorwort verfasst. In dem Film Whitney Houston: I Wanna Dance with Somebody (2022) wird sie von Tamara Tunie gespielt.

## Privat
Aus ihrer 1954 geschlossenen Ehe mit Freddie Garland entstammt ein Sohn. 1959 heiratete sie John Russell Houston (1920–2003), mit dem sie einen weiteren Sohn und die Tochter Whitney (1963–2012) bekam.
Cissy Houston war an Alzheimer erkrankt und starb am 7. Oktober 2024 in ihrem Haus in New Jersey im Alter von 91 Jahren.

## Diskografie

### Alben
- 1970: Presenting Cissy Houston (Major Minor)
- 1976: Surprises (Atlantic, mit Herbie Mann)
- 1977: Cissy Houston (Private Stock)
- 1978: Think It Over (Private Stock)
- 1979: Warning Danger (Columbia)
- 1980: Step Aside for a Lady (Columbia)
- 1992: I’ll Take Good Care of You (Shanachie, mit Chuck Jackson)
- 1996: Face to Face (House of Blues)
- 1997: He Leadeth Me (House of Blues)

### Kompilationen
- 1995: Midnight Train to Georgia: The Janus Years (Ichiban)

## Filmografie
- 2018: Gott ist nicht tot – Ein Licht in der Dunkelheit (God’s Not Dead: A Light in Darkness)